# Site archéologique de l'Adrar Bous
Le site archéologique de l'Adrar Bous tient son nom de la montagne de l'Aïr, à l'extrémité ouest du Ténéré, au Niger, où il se trouve. 
Des recherches archéologiques, conduites à cet endroit notamment par John Desmond Clark, ont permis des découvertes allant de l'Acheuléen jusqu'au Néolithique. Parmi les plus importantes, figurent celles concernant les tombes en relation avec une inhumation rituelle, et les restes de festins ritualisés des éleveurs Ténéréens.

## Historique
Le site est découvert dès 1940, puis étudié de nouveau à l'occasion de la mission Berliet-Ténéré en 1959-1960. Les fouilles les plus importantes ont cependant été réalisées en 1970 par John Desmond Clark ; l'essentiel de ses découvertes est synthétisé dans un ouvrage, paru plus de trente ans après les fouilles et plusieurs années après le décès de Clark.

## Cultures
Cinq cultures différentes ont peuplé cet endroit, à partir de l'Acheuléen (localement vers 400 000 ans BP). Suivent une occupation atérienne puis deux occupations kifiennes et une occupation ténéréenne. On y voit se succéder « la chasse de grands mammifères durant l’Atérien, […] la prédation d’espèces aquatiques (poissons, reptiles et mammifères) pendant le Kiffien et […] la chasse d’espèces adaptées à la savane et l’élevage de bovins pendant le Ténéréen. »
Les plus anciennes sépultures mises au jour, composant le premier cimetière connu du Sahara, datent de 7500 av. J.-C. ; les occupants abandonnent la zone lorsque les conditions deviennent arides. Un autre peuplement, attesté par des squelettes plus graciles, s'installe vers 4600 av. J.-C. lorsque les conditions redeviennent humides. Ces nouveaux habitants confectionnent des objets funéraires élaborés, notamment des ornements d’os et d’ivoire.
Le site a notamment livré des poteries parmi les plus anciennes du monde (Xe millénaire av. J.-C. et VIIIe millénaire av. J.-C.) ainsi que des restes attestant de la domestication de bovidés, datés de 3 810 ± 500 av. J.-C.

## Analyse
Présentant une séquence archéologique pratiquement ininterrompue depuis environ 400 000 ans jusqu'à 4 000 ans BP, l'Adrar Bous était un nœud de communications sur le rebord occidental du bassin du Tchad, et livre des informations importantes sur les courants d'échanges économiques, culturels et démographiques en Afrique, notamment des trois ou quatre derniers millénaires. Il permet aussi de constater la concomitance des changements culturels avec les changements climatiques qui se sont produits dans la région.